# Saint Michael’s College (Vermont)
Das Saint Michael’s College ist eine private, katholische  Hochschule in Colchester im Bundesstaat Vermont in den Vereinigten Staaten von Amerika. Es wird von einem kirchlichen Orden, der Society of Saint Edmund, betrieben.

## Geschichte
Das College wurde 1904 in einigen Militärbaracken auf dem heutigen Campus eingerichtet. Die ersten Studenten waren 34 Jungen und Jugendliche im Alter von 10 bis 22 Jahren. Bis in die 1950er Jahre blieben die Klassen klein; mit einem Ausbildungsprogramm für Einwanderer, die Englisch als zweite Sprache erlernen wollten, wurde 1954 ein neuer Studienzweig, der School of international Studies, eingerichtet, der 1956 mit der Aufnahme ungarischer Flüchtlinge zum Hauptzweig der Schule wurde und es bis heute blieb.
Während der erste Farbige seinen Schulabschluss bereits 1911 machte, blieb die Studentenschaft bis 1970 männlich; erst dann wurden auch weibliche Studenten aufgenommen. Die erste weibliche Vollzeit-Lehrkraft wurde dagegen schon 1942 aufgenommen.

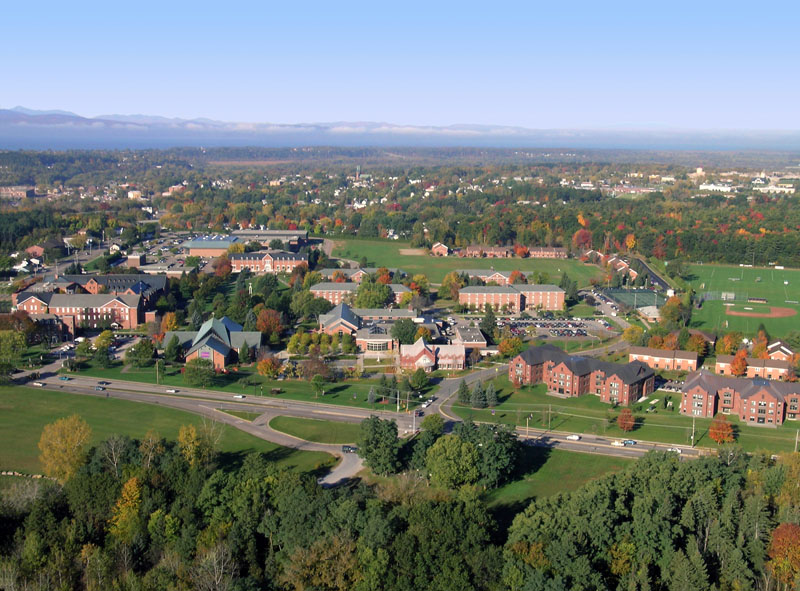
Luftbild (2004) von Saint Michael’s College

## Zahlen zu den Studierenden, den Dozenten und zum Vermögen
Im Herbst 2021 waren 1.573 Studierende am Michael’s College eingeschrieben. Davon strebten 1.421 (90,3 %) ihren ersten Studienabschluss an, sie waren also undergraduates. Von diesen waren 53 % weiblich und 47 % männlich; 2 % bezeichneten sich als asiatisch, 2 % als schwarz/afroamerikanisch, 6 % als Hispanic/Latino und 83 % als weiß. 152 (9,7 %) arbeiteten auf einen weiteren Abschluss hin, sie waren graduates. Es lehrten 177 Dozenten an der Universität, davon 108 in Vollzeit und 69 in Teilzeit.
Der Wert des Stiftungsvermögens der Universität lag 2021 bei 103 Mio. US-Dollar und damit 32,7 % höher als im Jahr 2020, in dem es 78 Mio. US-Dollar betragen hatte.

## Sport
Die Sportteams der Universität nennen sich die Purple Knights. 1958 erreichte das Basketballteam des College den 2. Platz in der NCCA-Liga. Die Eishockeymannschaft des College wurde 1999 der letzte Meister in der 2. Eishockey-Liga der NCAA. Danach wurde die Liga aufgelöst.

## Bekannte Absolventen
- Patrick Leahy (* 1961), jüngster Abgeordneter im US-Senat seit der Gründung der Kammer
- Drew Gelinas, US-amerikanischer Biathlet